# Mylia verrucosa
Mylia verrucosa är en bladmossart som beskrevs av Sextus Otto Lindberg. Mylia verrucosa ingår i släktet mylior, och familjen Myliaceae. Inga underarter finns listade i Catalogue of Life.